# عيون يونتا الزرق (فلم)
عيون يونتا الزرق (بالإنجليزية: The Blue Eyes of Yonta)، هُو فيلم دراما برتغالي غيني صدر سنة 1991 وأخرجه المُخرج فلورا غوميز.

## وصلات خارجية
- عيون يونتا الزرق  في قاعدة بيانات الأفلام على الإنترنت (بالإنجليزية)